# Hans Schlange-Schöningen
Hans Schlange-Schöningen, né le 17 novembre 1886 à Schöningen, arrondissement de Randow (de) (Province de Poméranie et mort le 20 juillet 1960 à Bad Godesberg (RFA), est un homme politique et diplomate allemand. Membre du DNVP, du CNBL puis de la CDU, il est ministre sans portefeuille entre 1931 et 1932 puis ambassadeur d'Allemagne au Royaume-Uni entre 1950 et 1955.

## Biographie

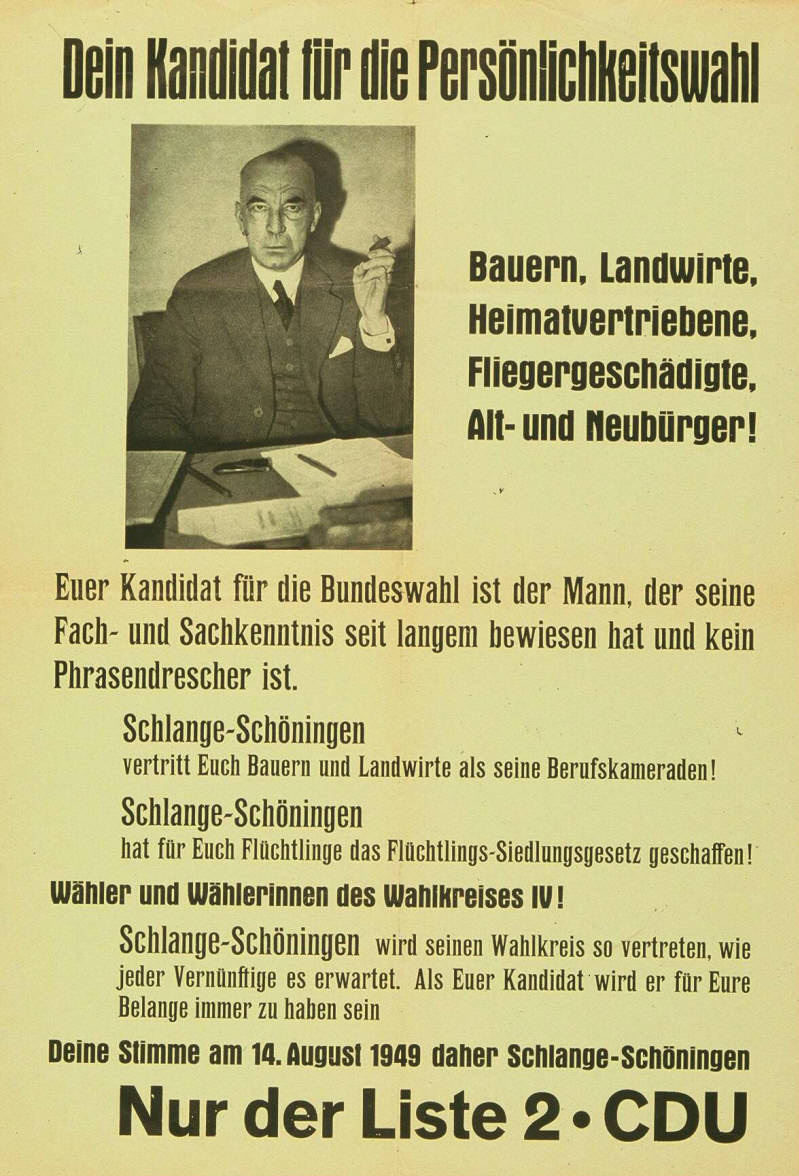
Hans Schlange-Schöningen sur une affiche électorale pour les élections fédérales de 1949.